# Блоцкий, Влодзимеж
Влодзимеж Блоцкий (пол. Włodzimierz Błocki; 1885, Львов — 26 июня 1920, Закопане) — польский живописец и график.

## Биография
С 1904 года в течение 6 лет обучался в Академии изящных искусств в Кракове, вначале под руководством Флориана Цинка, Константы Лащка и Юзефа Панкевича, но наиболее серьезно у Леона Яна Вычулковского.
Уже будучи студентом, получил за свои картины много премий и наград. В 1911 году совершил творческую поездку в Италию, посетив при этом Флоренцию, Рим, Неаполь и Сицилию, создал серию офортов.
В 1914 году художник жил в Париже и Мюнхене, оказавшись в этот период своего творчества под влиянием французского импрессионизма.
Вернувшись на родину, постоянно жил и работал во Львове. Здесь же в 1911 г. состоялась его первая персональная выставка. В. Блоцкий завоевал широкую популярность как талантливый портретист и пейзажист. Кроме этого, в творческом наследии художника — жанровые, символические картины, полотна в жанре ню, графические произведения и офорты. Считался одним из ведущих художников своего поколения, создателем полотен, опережающих современный ему колоризм.
Умер в Закопане, где лечился от туберкулеза. Был похоронен на Новом кладбище в Закопане.

## Избранные картины
- Больная девушка, (1910)
- Портрет девушки, (1911)
- Танцовщица, (1911)
- Костел св. Марка, (1911)
- Яркая дама, (1913)
- Поклонение волхвов, (1913)
- Поцелуй — Перед зеркалом (1916)
  - Серия офортов
  - Флоренция
  - Эротика
  - Поцелуй и смерть (1905)

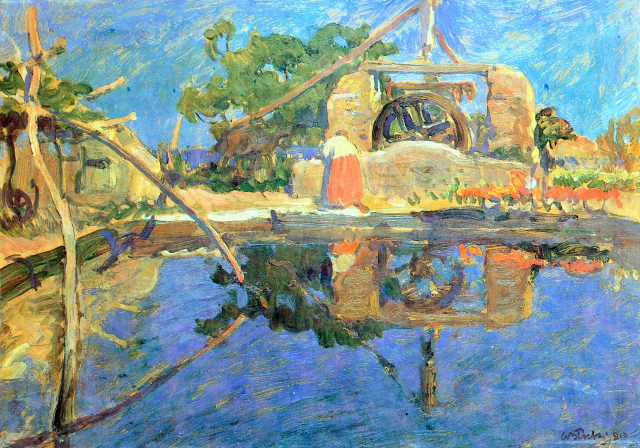
Колодец
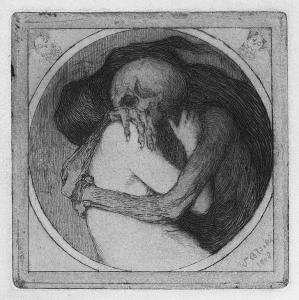
Поцелуй и смерть (1905)
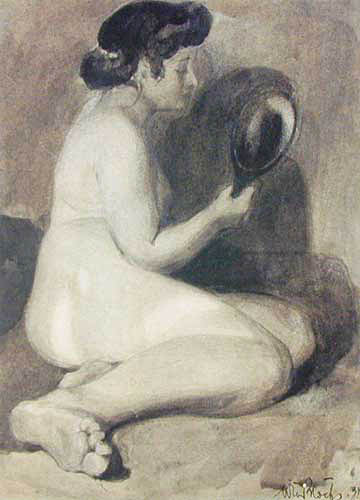
Женщина с зеркалом (1912)
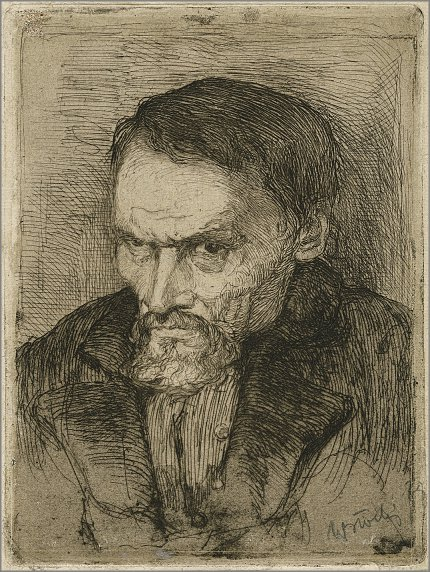
Мужской портрет
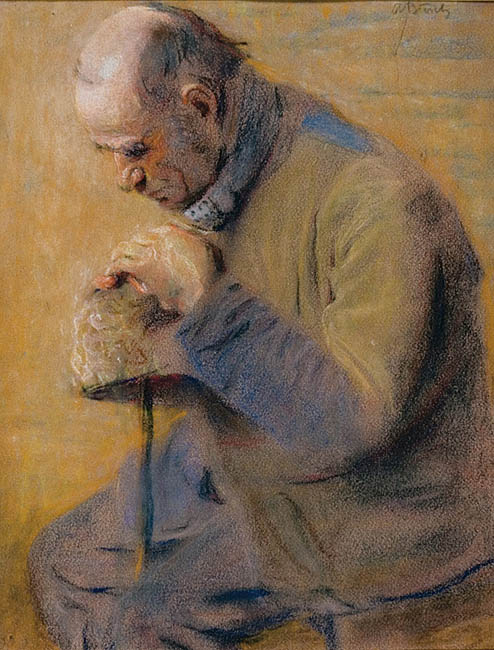
Задумавшийся старик
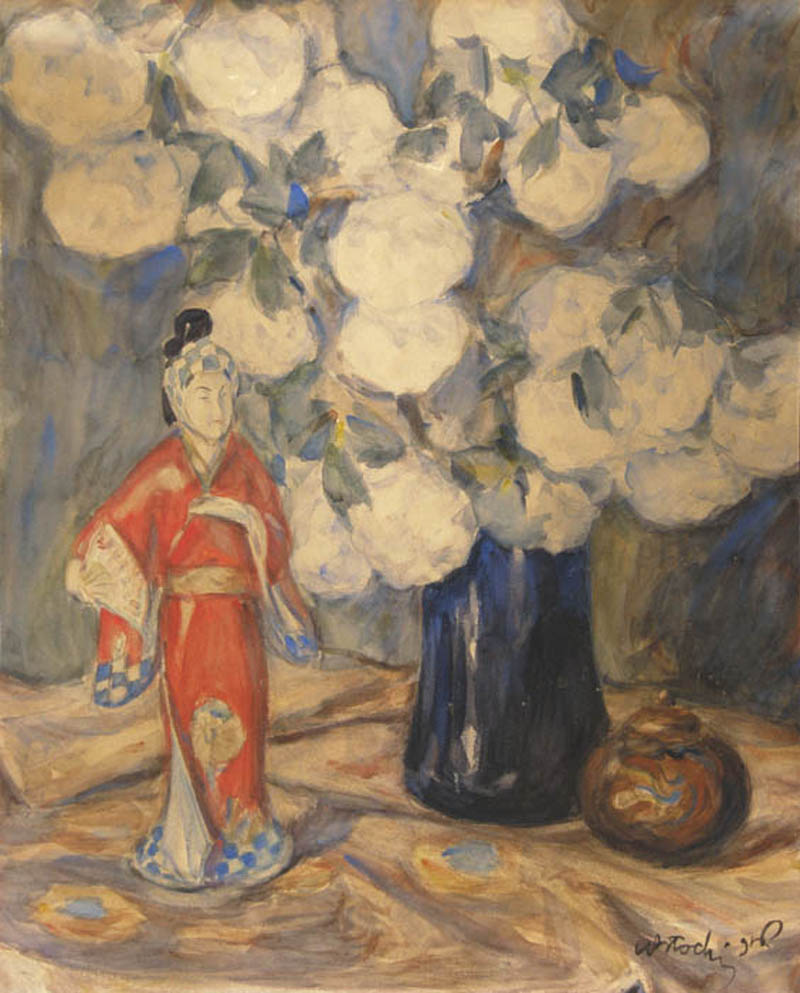
Цветы и японская фигурка.(1916)